# District de Saint-Hippolyte (Gard)
Pour les articles homonymes, voir District de Saint-Hippolyte.
Le district de Saint-Hippolyte est une ancienne division territoriale française du département du Gard de 1790 à 1795.
Il était composé des cantons de Saint Hipolite, Lasalle, Monoblet, Saint André de Valborgne et Sauve.

## Galerie d'illustrations

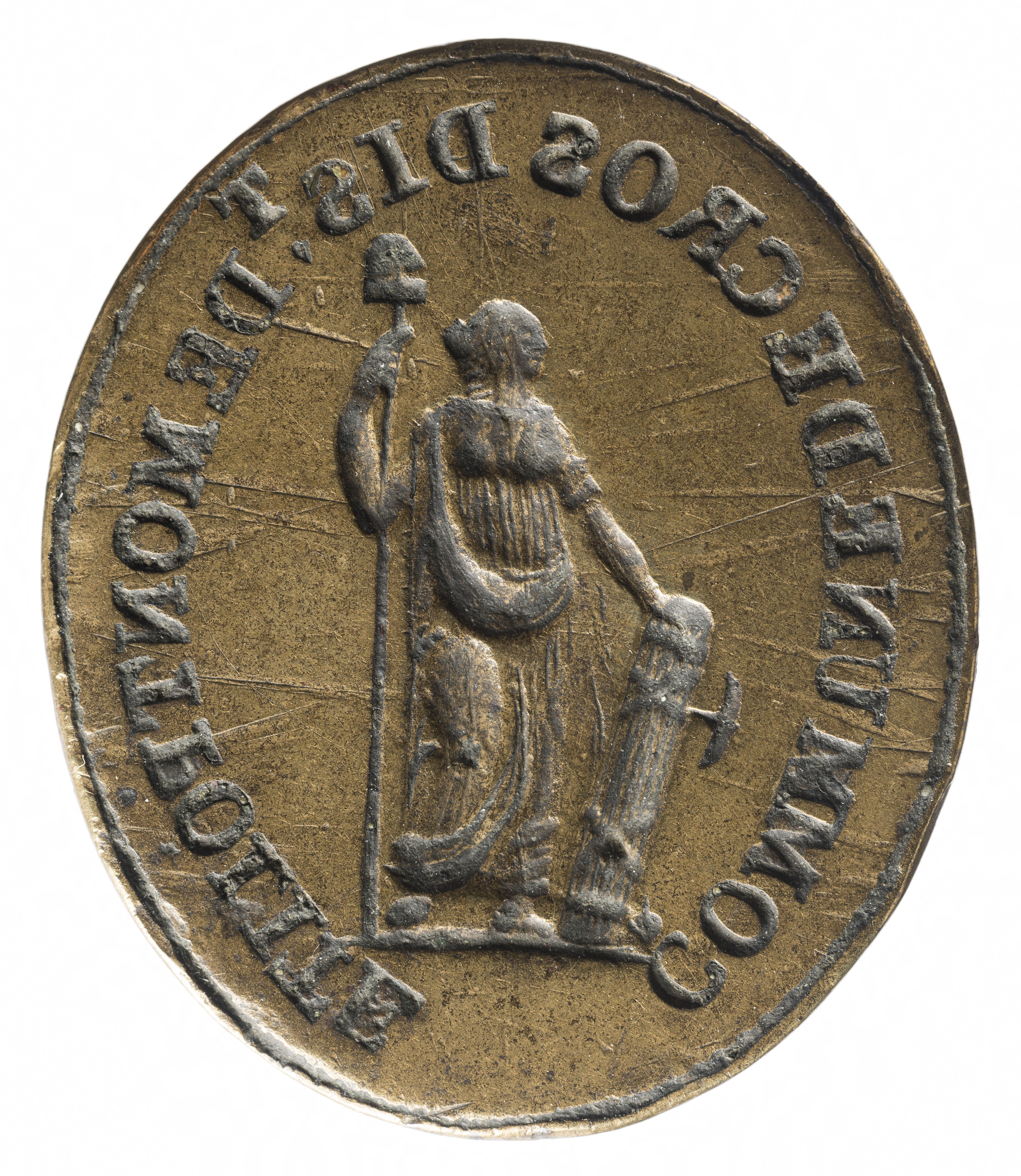
Sceau (musée Carnavalet)  :  COMMUNE DE CROS et DIS(TRIC)T DE MONTPOLITE.